# Herminiimonas
Genre
Espèces de rang inférieur
- Herminiimonas aquatilis (Kämpfer et al 2006)
- Herminiimonas arsenicoxydans (Muller et al 2006)
- Herminiimonas fonticola (Fernandes et al 2005)

Le genre Herminiimonas regroupe des bacilles à Gram négatif, mobiles grâce à un unique flagelle polaire.
Les trois espèces actuellement décrites ont été isolées d'environnements aquatiques, d'eaux potables ou d'eaux fortement contaminées par des métaux et métalloïdes.
H. arsenicoxydans a été isolé d'un environnement contaminé par différents métaux dont l'arsenic.
Ce genre ne compte pas de pathogène connu.

## Liste des espèces
- Herminiimonas aquatilis (Kämpfer et al 2006)
- Herminiimonas arsenicoxydans (Muller et al 2006)
- Herminiimonas fonticola (Fernandes et al 2005)